# Portobelo
Portobelo är en hamnstad i provinsen Colón, Panama. Den ligger i norra delen av Panamanäset. Folkmängden uppgick till 4 559 invånare vid folkräkningen 2010, på en yta av 244,72 kvadratkilometer.

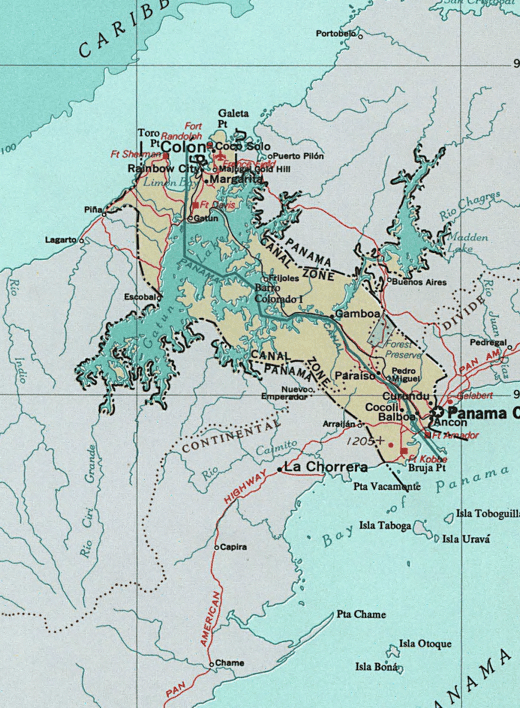
Karta över Panamakanalen. Portobelo ligger överst till höger.

Portobelo grundades 1597. Från 1500-talet och fram till 1700-talet var staden en betydelsefull hamn för silverexporten i vicekungadömet Nya Granada i Spanska huvudlandet och en av hamnarna på rutten för de spanska skatteflottorna. 
Staden var även offer för en av Henry Morgans ökända äventyr. 1668 ledde Morgan en flotta kaparfartyg och 450 män mot Porto Bello, vilken, trots dess ordentliga befästningar, intogs och plundrades i 14 dagar, och nära tog slut på all dess rikedom. Detta våghalsiga bemödande, trots att det lyckades, visade sig också vara särskilt brutalt då den omfattade våldtäkter, tortyr och mord i stor skala.
21 november 1739 attackerades åter hamnen och intogs av en brittisk flotta, vid denna tid ledd av amiral Edward Vernon under Kriget om kapten Jenkins öra. Brittiska segern skapade ett utbrott av folkligt jubel över hela det brittiska imperiet, och många gator och bosättningar på brittiska öarna och De tretton kolonierna gavs namnet Portobello, såsom Portobello Road i London.
Slaget demonstrerade spanska handelssedvanornas sårbarhet och ledde till en fundamental förändring av dessa. Spanien ändrade från stora flottor som använde ett fåtal hamnar till små flottor som handlade vid ett antal olika hamnar. De började även resa runt Kap Horn för att handla på västra kusten. Portobelos ekonomi skadades svårt, och hämtade sig inte förrän byggandet av Panamakanalen.
Idag är Portobelo en småstad med en befolkning på färre än 5 000 invånare. Den har en djup naturhamn. 1980 blev ruinerna av befästningarna, tillsammans med det närliggande Fort San Lorenzo, uppsatta på världsarvslistan.
När Francis Drake dog i dysenteri till sjöss år 1596 begravdes han i en blykista nära Portobelobukten.